# Grace Carlyle
Grace Carlyle (24 de julio de 1877-20 de septiembre de 1953) fue una actriz estadounidense que trabajó en obras de teatro y en películas.

## Filmografía seleccionada
- The Eagle's Wings (1916)
- An International Marriage (1916)
- The Place Beyond the Winds (1916)
- Please Help Emily (1917)
- Bringing Up Betty (1919)
- Held to Answer (1923)
- Trimmed in Scarlet (1923)
- The Fast Set (1924)
- By Divine Right (1924)
- Wine (1924)
- Shameful Behavior? (1926)
- The Notorious Lady (1927)
- Lonesome Ladies (1927)
- She's My Baby (1927)
- Uncle Tom's Cabin (1927)